# 목샤인

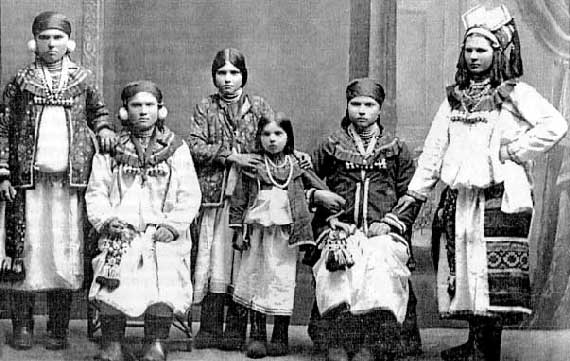

목샤인(Moksha, 목샤어: Мокшет)은 에르자인과 함께 모르드빈인을 구성하는 두 볼가핀계 민족 중 하나이다. 러시아의 볼가강과 목샤강 인근에 거주한다. 카자흐스탄과 에스토니아에도 일부 인구가 거주한다. 모르드바어의 일종인 목샤어를 사용한다.